# Підводні човни проєкту 641Б «Сом»
| Підводні човни проєкту 641Б «Сом»                       | Підводні човни проєкту 641Б «Сом» | Підводні човни проєкту 641Б «Сом» |
| ------------------------------------------------------- | --- | --- |
|                                                         | | |
|                                                         | | |
| ПЧ проєкту 641Б в Північній Атлантиці, 1 червня 1993 р. | | |
| Під прапором                                            | СРСР | СРСР |
| Спуск на воду                                           | 1973—1982 рр (18 човнів) | 1973—1982 рр (18 човнів) |
| Виведений зі складу флоту                               | 1995 −2002 рр | 1995 −2002 рр |
| Проєкт                                                  | | |
| Тип ПЧ                                                  | Багатоцільовий ДПЧ | Багатоцільовий ДПЧ |
| Розробник проєкту                                       | ЦКБ-112 (Лазурит) | ЦКБ-112 (Лазурит) |
| Головний конструктор                                    | З. А. Дерибін | З. А. Дерибін |
| Класифікація НАТО                                       | Tango | Tango |
| Основні характеристики                                  | | |
| Швидкість (надводна)                                    | 13 вузлів (25 км/год) | 13 вузлів (25 км/год) |
| Швидкість (підводна)                                    | 16,5 вузлів (31 км/год) | 16,5 вузлів (31 км/год) |
| Робоча глибина занурення                                | 240 м | 240 м |
| Гранична глибина занурення                              | 300 м | 300 м |
| Автономність плавання                                   | 80 діб | 80 діб |
| Екіпаж                                                  | 78 осіб (в тому числі 17 офіцерів) | 78 осіб (в тому числі 17 офіцерів) |
| Розміри                                                 | | |
| Довжина найбільша (по КВЛ)                              | 90,2 м | 90,2 м |
| Ширина корпусу найб.                                    | 8,6 м | 8,6 м |
| Середня осадка (по КВЛ)                                 | 5,7 м | 5,7 м |
| Водотоннажність надводна                                | 2770 т | 2770 т |
| Озброєння                                               | | |
| Торпедно- мінне озброєння                               | Носові: 6 ТА калібру 533-мм (24 торпеди або 44 міни, додатково можна ще розмістити 12 торпед або 24 міни за рахунок погіршення проживання екіпажу) | Носові: 6 ТА калібру 533-мм (24 торпеди або 44 міни, додатково можна ще розмістити 12 торпед або 24 міни за рахунок погіршення проживання екіпажу) |
| Зображення на Вікісховищі                               | | |

Підводні човни проєкту 641Б «Сом» (англ. Tango) — тип підводних човнів СРСР. Є модернізацією проєкту 641. З 1973 по 1982 рік на суднобудівному заводі «Червоне Сормово» (Нижній Новгород) було побудовано 18 підводних човнів цього проєкту. Підводні човни проєкту 641Б призначені для ведення бойових дій на океанських комунікаціях і у віддалених військово-морських баз і пунктів базування сил противника. У число завдань човнів цих проєктів входить знищення надводних кораблів і засобів противника, ведення дальньої оперативної розвідки, прикриття своїх конвоїв та здійснення активних мінних виставлень.

## Історія
Проєкту 641Б був подальшим розвитком успішного проєкту 641, котрий замінив у виробництві у 1971 році у для потреб ВМФ СРСР, але попередній тип 641 ще продовжували виробляти на експорт. Розробником було центральне конструкторське бюро морської техніки «Рубін». Хоча новий проєкт з першого погляду лише незначно відрізняється від попереднього проєкту, але різних вагомі зміни були внесені у нього. Проєкт 641Б отримав нову систему гідроакустики і зв'язку, й оптимізовану для підводного ходу форму корпусу, котра вперше дозволила човнам з мати більшу швидкість в підводному положенні як у надводному. Крім того, новий проєкт реалізовував нову концепцію розташуванням і типу озброєння. Проєкт 641Б став першим радянським типом дизельних підводних човнів третього покоління.

## Конструкція
Човен є двохкорпусний, міцний корпус має сім відсіків:
1. перший — (носовий) торпедний;
2. другий і четвертий — носової та кормової акумуляторні;
3. третій — центральний пост,
4. п'ятий — дизельний;
5. шостий — електромоторний;
6. сьомий — агрегатний та житлової.

Перший, третій і сьомий відсіки пристосовані для евакуації екіпажу.
Ззовні легкий корпус був покритий гумовими плитами, для поглинання пошукових імпульсів гідролокатора ворога. Економія простору всередині міцного корпусу, досягнута за рахунок скорчення частини озброєння (4 кормових Т але без зменшення запасу торпед), дозволила мати кожному матросу екіпажу своє власне ліжко; вперше на ПЧ СРСР.

## Озброєння

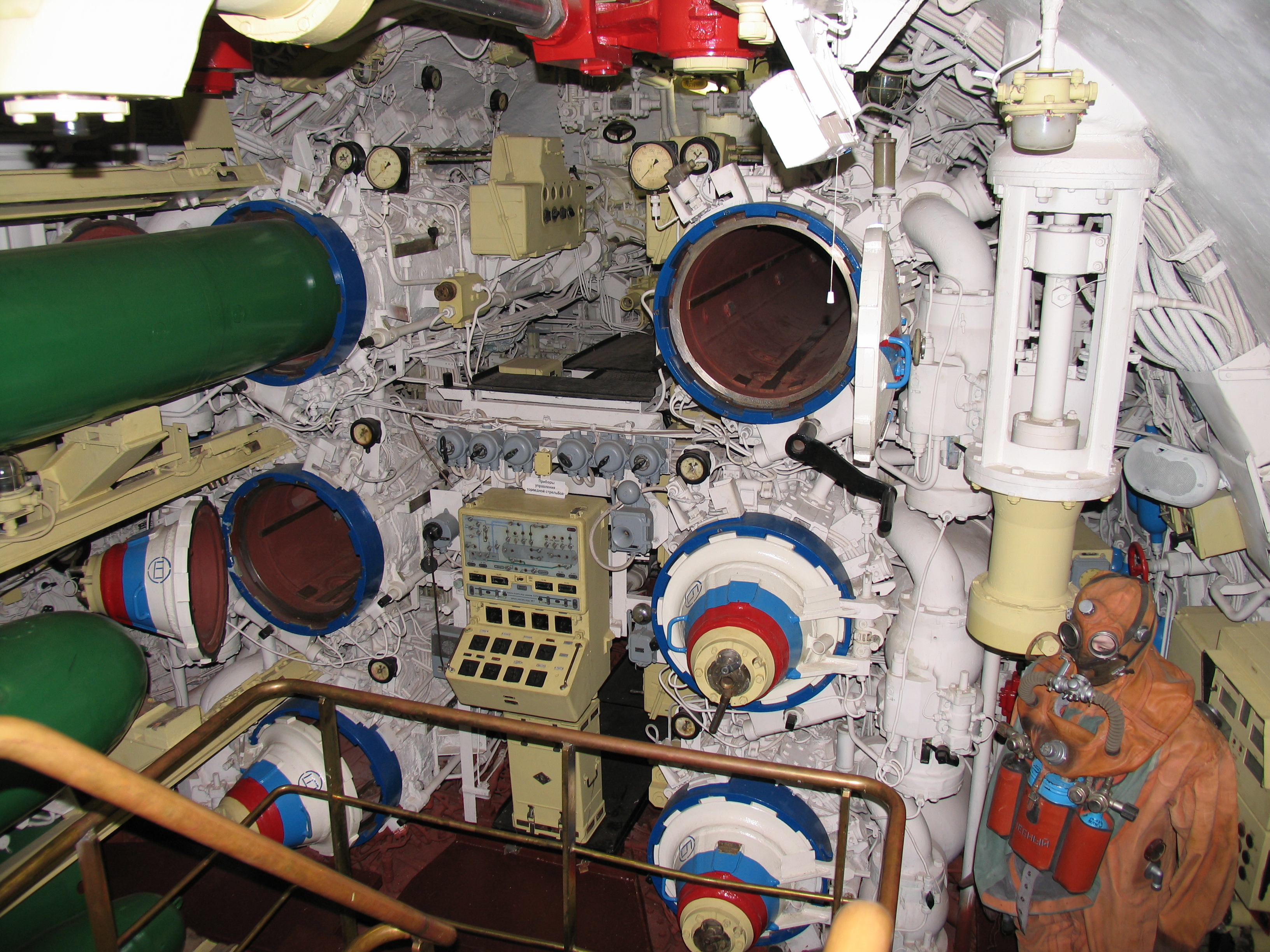
Б-396, торпедний відсік

Човни були оснащені шістьма стандартними торпедними апаратами калібру 533-мм. Було передбачено місця для завантаження 24 торпед різних типів або 44 мін, котрі могли перевозитися як боєприпаси. Окрім цього додатково можна було ще розмістити 12 торпед або 24 міни за рахунок погіршення умов проживання екіпажу.
Кормових торпедних апаратів не було на відміну від попереднього типу, відсутність котрих не породжувало тактичних недоліків, так як сучасні торпеди після запуску з могли також уражати цілі і з сторони задньої, кормової, частини човна, так що в проведені запуску торпед з корми більше не було необхідності. У той час як попередній проєкт 641 був призначений тільки для торпедних атак проти надводних цілей, човни цього проєкту були першими, що могли використовувати протичовнові торпеди. Звичайні моделі торпед, такі як 53-65М і 53-65К були доповнені торпедами типу ТЕСТ-71M.
В торпедах ТЕСТ-71M, на відміну від її попередників, є окрім системи дистанційного керування через дріт і активний датчик ехолота в самій торпеді для самонаведення. Торпеда мала близько восьми метрів у довжину, досягала швидкості до 40 вузлів (76 км/год) і головну частину вагою у 205 кг вибухівки з неконтактним детонатором. Ця торпеда може уражати підводні цілі на глибинах від 2 до 400 метрів.

## Енергетичне обладнання
Основою енергетичної системи проєкту 641Б були три суднових дизельних двигуни типу 2D42, потужністю по 1900 к.с. (1397 кВт), котрі забезпечували обертання трьох гребних гвинтів. Ці двигуни працювали за рахунок спалювання соляри і кисню з навколишнього повітря. Ця система працює тільки тоді, коли може достатньо подаватися зовнішнє повітря, тобто на поверхні води або на ходу з шноркелем на мілководді. Висувна шахта шноркеля була встановлена в кормовій частині рубки. На більших глибинах рух (до 13 вузлів) відбувався за рахунок двох бортових електродвигунів ПГ-101, потужністю по 1350 к.с. (993 кВт), або середнього електродвигунів ПГ-102 потужністю 2700 к.с. (1985 кВт). Накопичувачами енергії виступали свинцево-кислотні акумулятори. Роботою усіх трьох двигунів досягалася швидкість до 15 вузлів. Окрім того, центральний вал був оснащений електродвигуном малого ходу (підкрадування) ПГ-104 потужністю 140 к.с. (103 кВт), який споживав набагато менше енергії і працював набагато тихіше, від ПГ-102 і ПГ-101.
Запасу палива на човнах проєкту вистачало для подолання відстані у 7400 морських миль (14000 км) при швидкості у 7 вузлів. В підводному положенні човни проєкту могли пройти 450 морських миль (833 км) при 2,5 вузлах на електродвигунах, коли акумуляторні батареї були повністю заряджені.

## Радіоелектронне і гідроакустичне обладнання

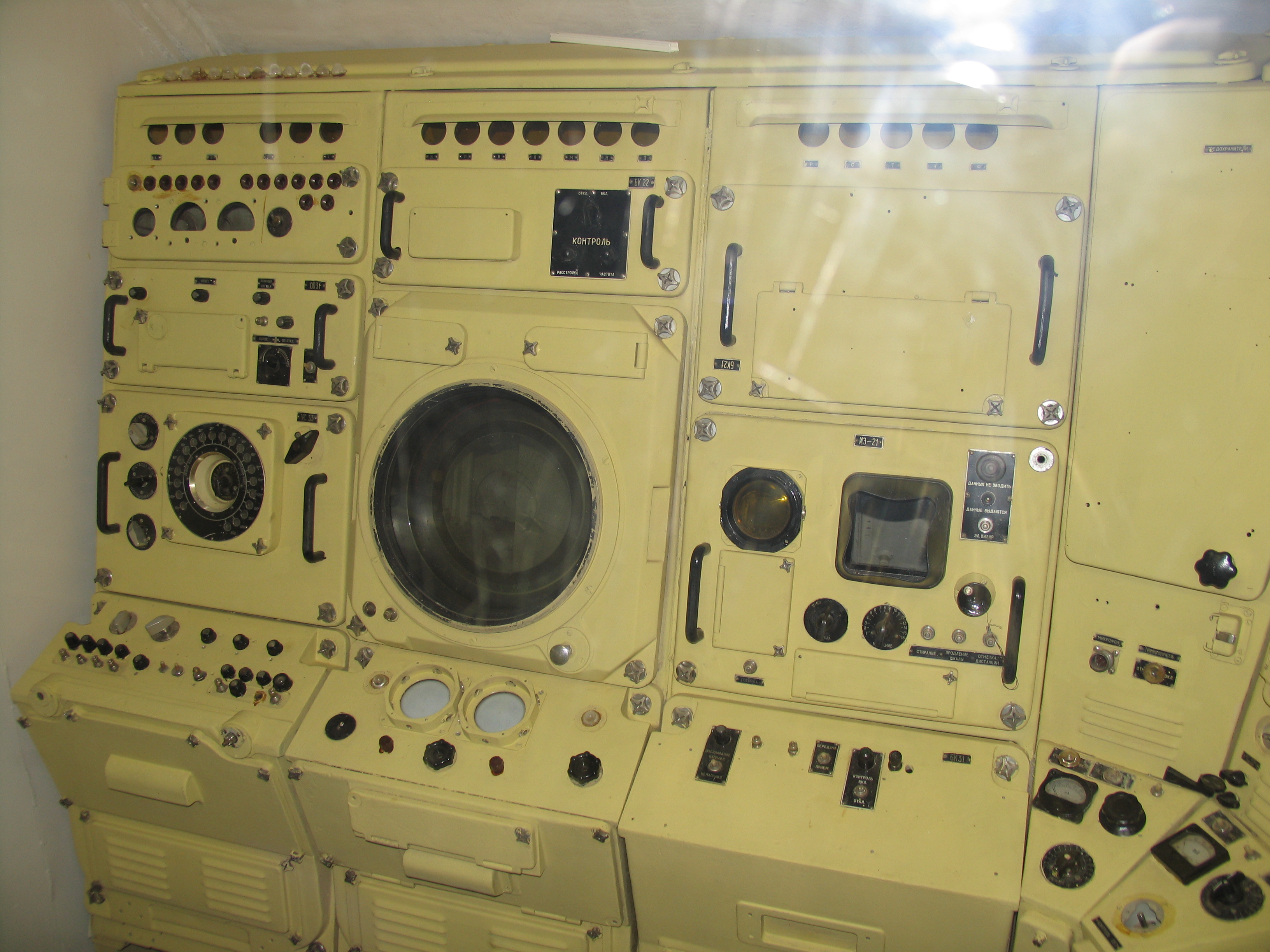
гідролокаційна станція в міцному корпусі з екраном, системою прийому аналогових сигналів для виявлення цілей і зв'язку

На човнах проєкту 641Б встановлена гідролокаційна система під кодовою назвою «Рубікон» котра отримала новий розвиток наприкінці 1960-х років. Великі розміри і вага нового гідролокатора може мала мало впливу на баланс підводних човнів, бо деякі його компоненти були розміщені в легкому корпусі для збалансування ваги.

## Експлуатація
Човни проєкту здебільшого перебували у складі Північного флоту СРСР і несли службу в Атлантичному океані і в Середземному морі, заходили в Чорне море, в порти Куби, Сирії, Алжиру.

## Інциденти
У 2000—2002 роках на човні Б-307 під час підготовки до утилізації, коли відбувалося зняття його обладнання, в результаті нещасного випадку загинув офіцер.

## Сучасний статус і перспективи
Всі човни цього проєкту виведені з бойового складу ВМФ. Але є повідомлення що ще розглядається питання Чорноморським флотом Росії про продовження ремонту човна Б-380 «Горьковський комсомолець», котрий знаходиться в Севастополі.
Три човни цього проєкту були виставлені як музейні експонати:
1. човен Б-396 «Новосибірський комсомолець», встановлений в музейно-меморіальному комплексі історії військово-морського флоту Росії в районі парку «Північне Тушино».
2. човен Б-307 можна побачити в Тольятті, в технічному музеї «АвтоВАЗу», доставлений з місця служби цілком.
3. човен Б-515 виставлений під назвою U-434 в Гамбургу, ФРН.

- Рубка човна Б-474 встановлена в Рязані як пам'ятник.
- Рубка човна Б-319 «Комсомолець Чувашії» встановлена в м. Полярний як частина меморіального комплексу.

## Представники
| Назва                               | Закладений | Спущений на воду | Переданий флоту | Виведений з флоту                                               | Сучасний статус |
| ----------------------------------- | ---------- | ---------------- | --------------- | --------------------------------------------------------------- | --- |
| Б-443                               |            |                  | травень 1973    | 4 серпня 1995                                                   | розібраний на метал в 2003 році |
| Б-474                               |            |                  | грудень 1974    | 12 жовтня 1995                                                  | розібраний на метал. Рубка встановлена в м. Рязань як пам'ятник |
| Б-437 «Магнітогорський комсомолець» |            |                  | вересень 1975   | 1 листопада 2001                                                | |
| Б-498                               |            |                  | грудень 1975    | 4 серпня 1995                                                   | розібраний на метал в 2003 |
| Б-515                               |            |                  | 29 квітня 1976  | 10 квітня 2002                                                  | музейний експонат в Гамбургу під позначенням U-434 |
| Б-519                               |            |                  | Грудень 1976    | 4 серпня 1995 (через відсутність фінансування під час ремонту)  | очікує утилізації в Кронштадті |
| Б-290                               |            |                  | вересень 1977   | 4 серпня 1995, (через відсутність фінансування під час ремонту) | очікує утилізації в Кронштадті |
| Б-303                               |            |                  | грудень 1977    | 4 серпня 1995 (через відсутність фінансування під час ремонту)  | очікує утилізації в Кронштадті |
| Б-146 «Комсомолець Казахстану»      |            |                  | вересень 1978   | 22 січня 1998                                                   | розібраний на металобрухт |
| Б-546                               |            |                  | грудень 1978    | 1998                                                            | |
| Б-30                                |            |                  | жовтень 1979    | 1998 (2001?)                                                    | |
| Б-215                               |            |                  | грудень 1979    | 6 жовтня 1997, (через відсутність фінансування під час ремонту) | очікує утилізації в Полярному |
| Б-396 «Новосибірський комсомолець»  |            |                  | вересень 1980   | 22 січня 1998                                                   | музейний експонат в Москві |
| Б-307                               |            |                  | Грудень 1980    | 2002 ?                                                          | музейний експонат в Тольятті |
| Б-319 «Комсомолець Чувашії»         |            |                  | вересень 1981   | 22 січня 1998 ?                                                 | розібрана. Рубка встановлена в м. Полярний як частина меморіального комплексу |
| Б-225                               |            |                  | грудень 1981    | 22 січня 1998                                                   | розібраний на металобрухт |
| Б-312                               |            |                  | Липень 1982     | 16 березня 1998                                                 | проданий як металобрухт |
| Б-380 «Горьковський комсомолець»    |            |                  | грудень 1982    |                                                                 | 247-й окремий дивізіон підводних човнів Чорноморського флоту РФ. Проходив капітальний ремонт в Севастополі з 2000 по 2009 роки. Наприкінці 2009 року прийнято рішення ремонт припинити, човен передати для демонтажу та утилізації. У даний момент розглядається можливість відновлення ремонту. |

## Галерея

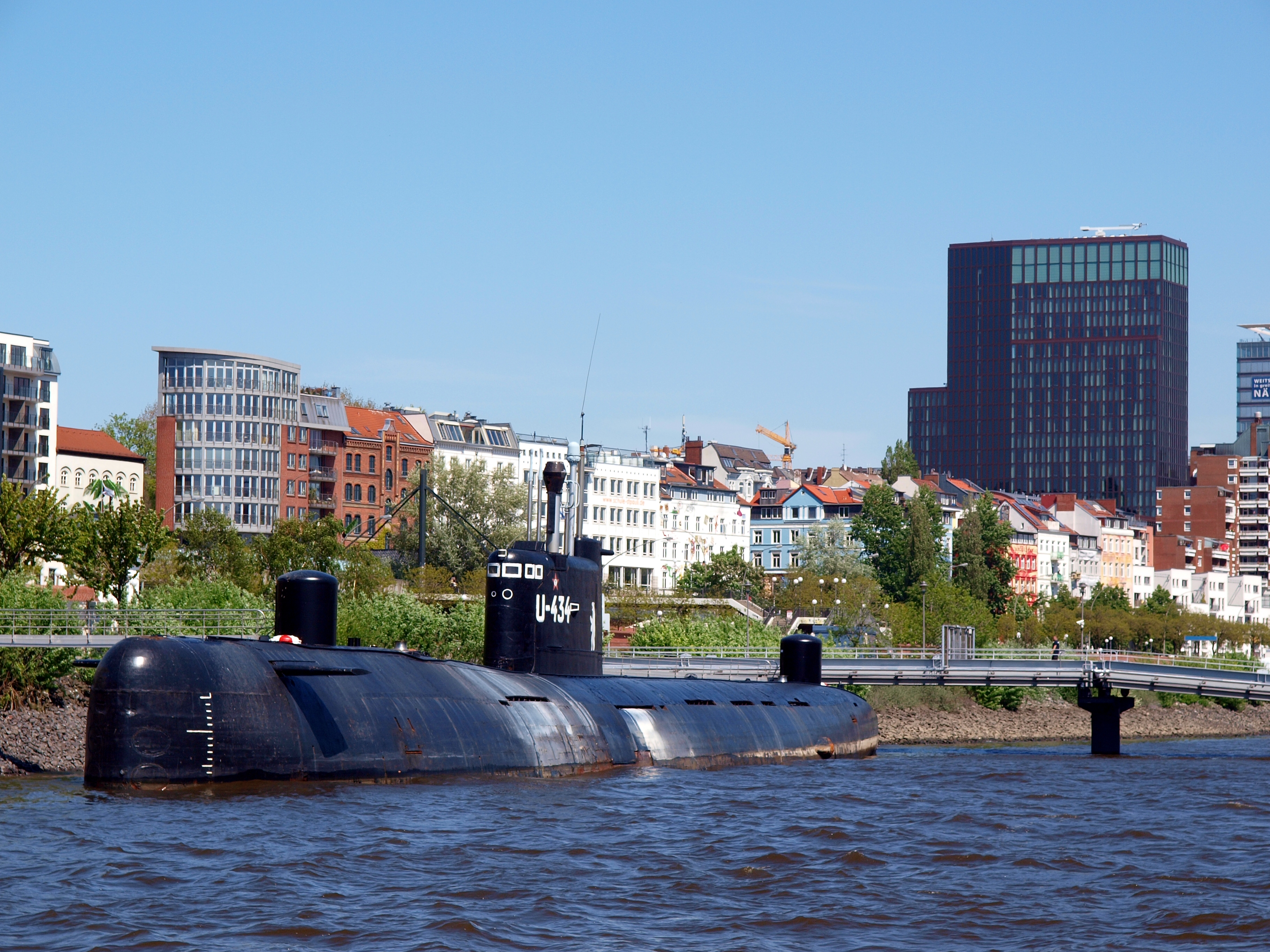
Б-515. U-434 музейний експонат в Гамбургу.
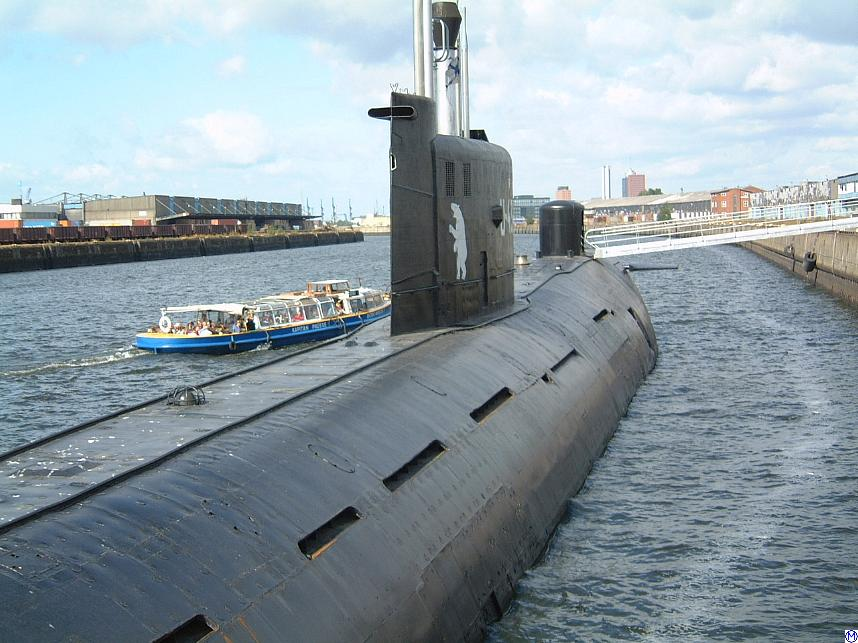
Б-515, Гамбург
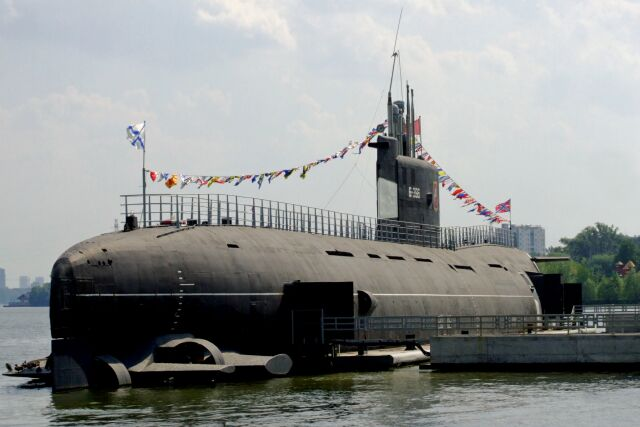
Б-396 «Новосибірський комсомолець» в музеї ВМФ, Москва
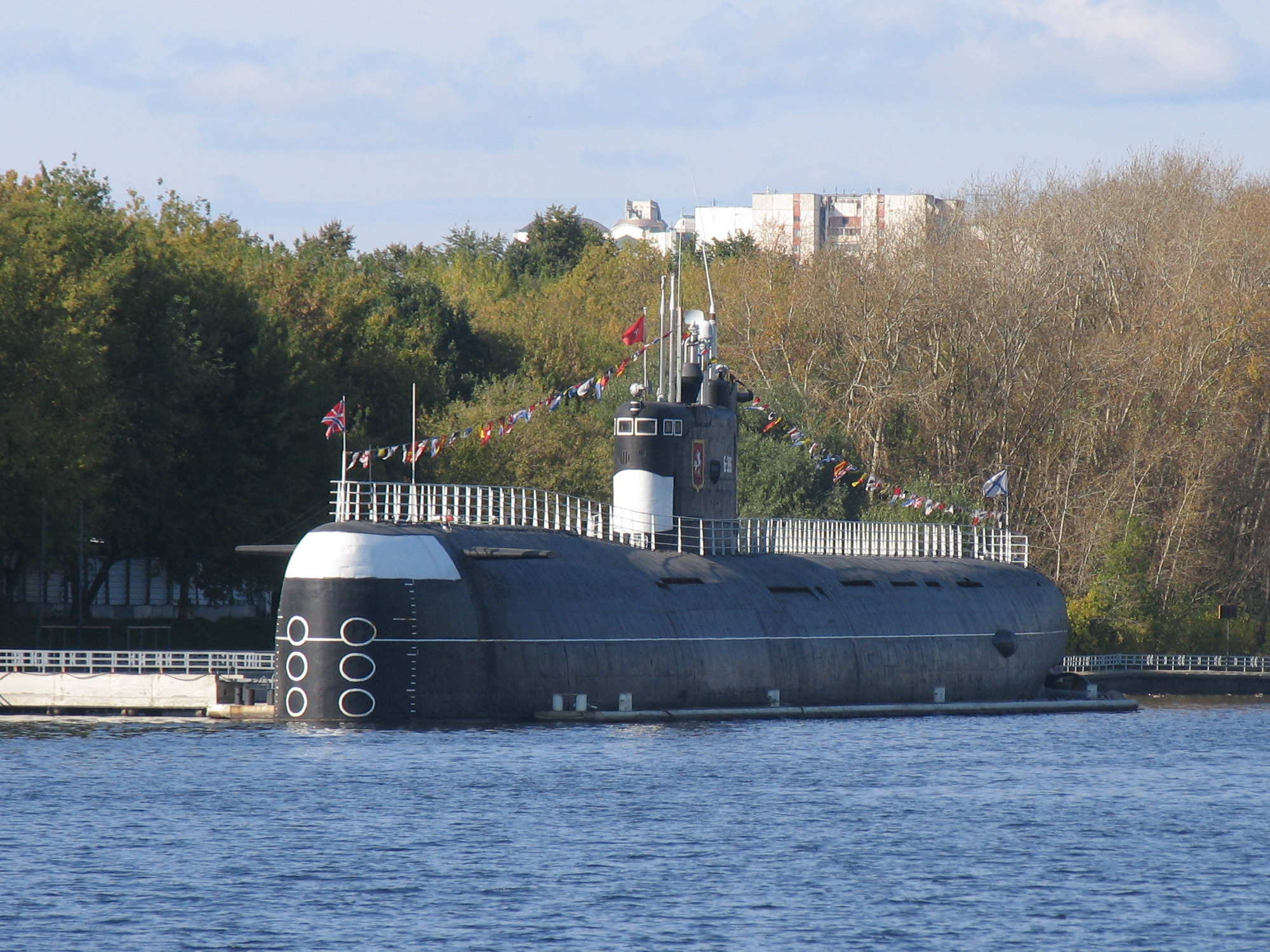
Б-396
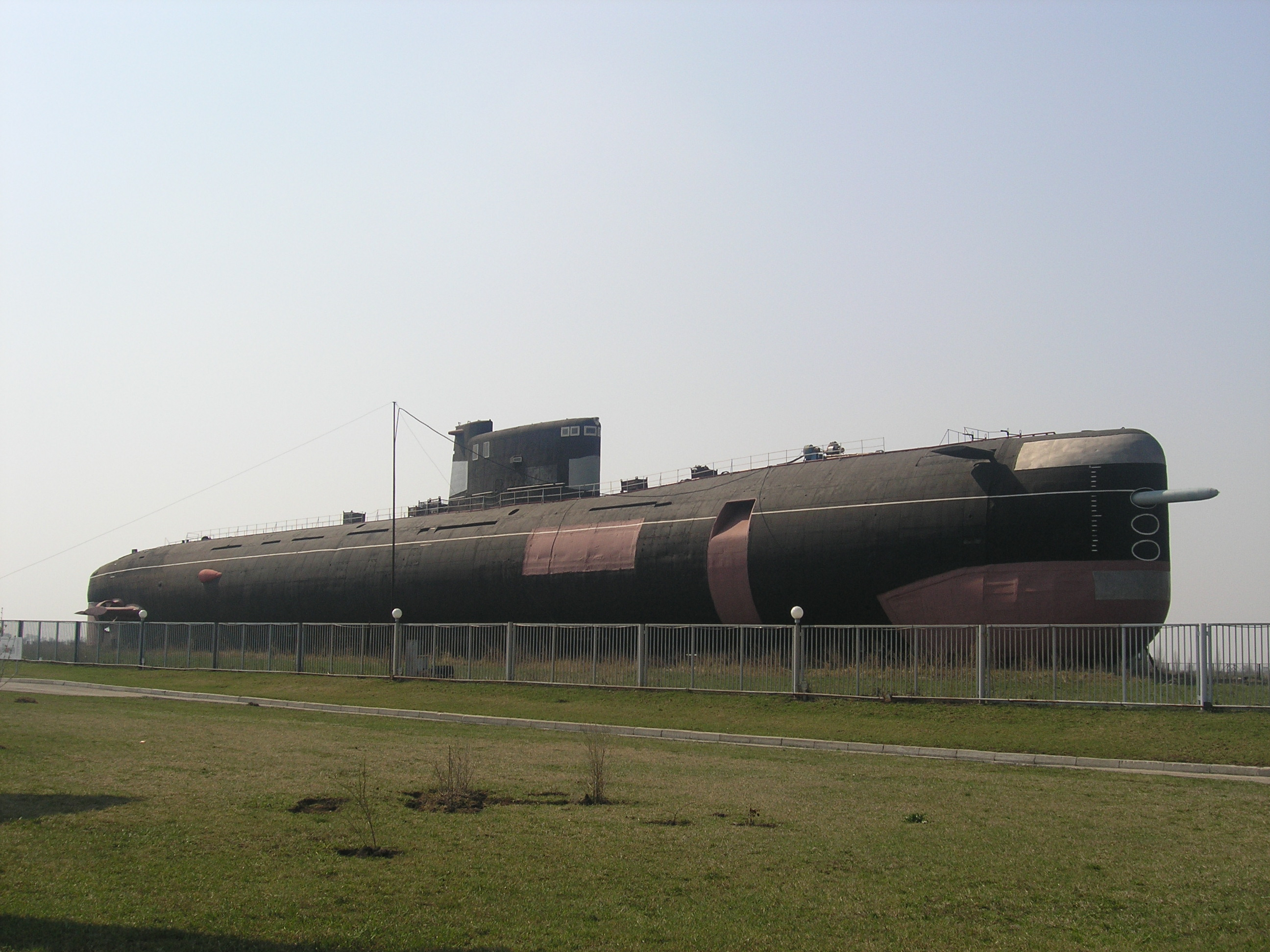
Човен Б-307 в музеї АвтоВАЗа, Тольятті
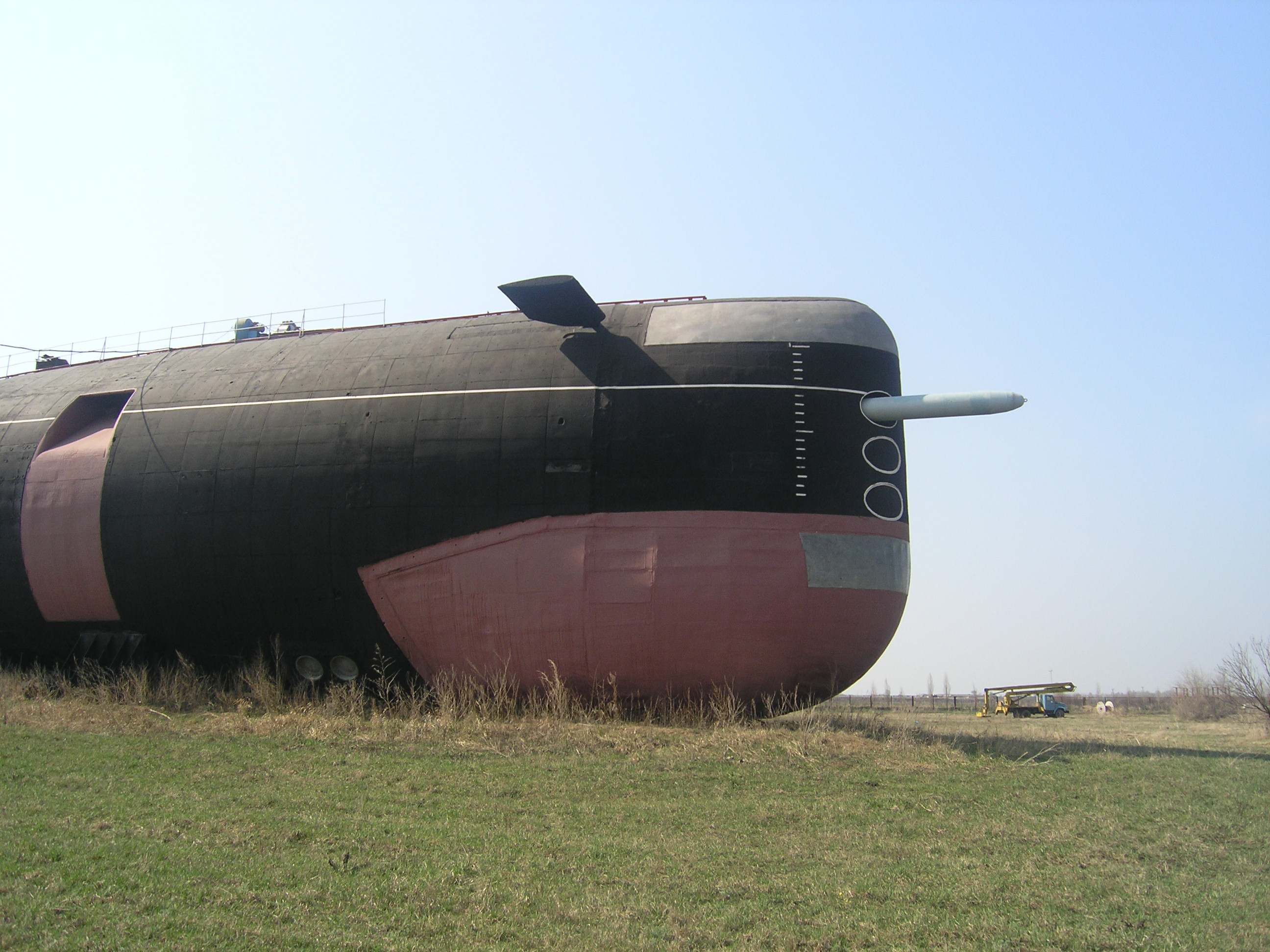
Ніс човна Б-307